# Mahatch Fighting Championship
Mahatch Fighting Championship (Mahatch FC, Mahatch, Махач) — українська спортивна організація, що базується у Києві. Заснована в листопаді 2020 року, офіційний анонс ліги відбувся 11 грудня 2020 випуском тизера на однойменному Ютуб каналі. Mahatch є першою в Україні спортивною організацією, що спеціалізується на проведенні боїв на голих кулаках.

## Історія
У листопаді 2020 року Андрієм Лімонтовим спільно з партнерами було організовано першу українську кулачну організацію. Надихнувшись успіхами російської ліги Top Dog FC, Махач вирішили створити організацію зі схожим стилем.
Перший турнір Mahatch відбувся у листопаді 2020 року, але презентація організації відбулася 11 грудня 2020 року.
До 6-го турніру Махач провели турнір у Київському Палаці спорту, який очолював 5-й раундовий поєдинок між Артемом Лобовим та Денисом Берінчиком. Ця спортивна подія стала найбільшою у світі кулачного спорту. Турнір також транслювалося за системою платних трансляцій (ppv), стрімінговим сервісом Megogo, ставши першою платною спортивною подією в Україні (прим. Першою ppv подією на українському ринку став боксерський поєдинок Олександра Усика та Дерека Чісори, але сам бій проходив не в Україні, на відміну від турніру Mahatch FC 6). У головному бою зустрілися Валерій Вигонський і Абубакар Сулейманов, який був першим чемпіоном російської ліги Hardcore FC, і підписав контракт з лігою Махач.
У вересні 2021 Махач підписали ще одного зоряного бійця кулачного спорту - Гаджі «Автомата» Наврузова.
Станом на листопад 2021 року організація провела 7 турнірів, у яких відбулося понад 190 поєдинків. Гостями/коментаторами поєдинків були Артем Лобов, Ігор Вовчанчин, Олександр Захожий, Сергій Дерев'янченко, Ярослав Амосов та інші відомі спортсмени. Головним суддею до 6-го сезону, включно, був В'ячеслав Сенченко.

## Особливості організації
Бої відбуваються на рингу круглої форми, діаметром 6 метрів. Огородження рингу виконано з мішків з тирсою. Бійці виступають у джинсах, а не в шортах, як у боксі чи змішаних бойових мистецтвах.
З третього турніру (сезону) Mahatch FC запустили 3 гран-прі у вагових категоріях: від 55 до 70 кг; від 70 до 90 кг, головна вагова категорія, переможець якої отримає автомобіль Toyota Camry; понад 90 кг.

### Вагові категорії
Станом на листопад 2021 року Mahatch налічує 9 вагових категорій:
- Найлегша вага - 55-60 кг;
- Легка вага - 60-65 кг;
- Перша напівсередня вага - 65-70 кг;
- Напівсередня вага - 70-75 кг;
- Середня вага - 75-80 кг;
- Перша напівважка вага - 80-85 кг;
- Напівважка вага - 85-90 кг;
- Важка вага - 90-110 кг;
- Супер важка - понад 110 кг.

Зважування бійців зазвичай відбувається не пізніше, як за 24 години до початку боїв. Точний час початку зважування встановлюється організацією за тиждень до проведення турніру. Відхилення понад зазначену межу вважається невідповідністю заявленій ваговій категорії.

### Правила ведення боїв
Правила бою Mahatch частково запозичені з правил американської ліги кулачних боїв Bare Knuckle Fighting Championship:
- Бій проходить без рукавичок;
- Допускаються удари з клінчу;
- 3 раунди по 2 хвилини (чемпіонський бій 5 раундів по 2 хвилини);
- Після нокдауна у бійця є 10 секунд, щоб підвестися;
- Жодної боротьби в партері, ударів ногами та ліктями;
- Бекфіст (удар, що передбачає обертання) дозволений;
- Нічия можлива.

## Галерея

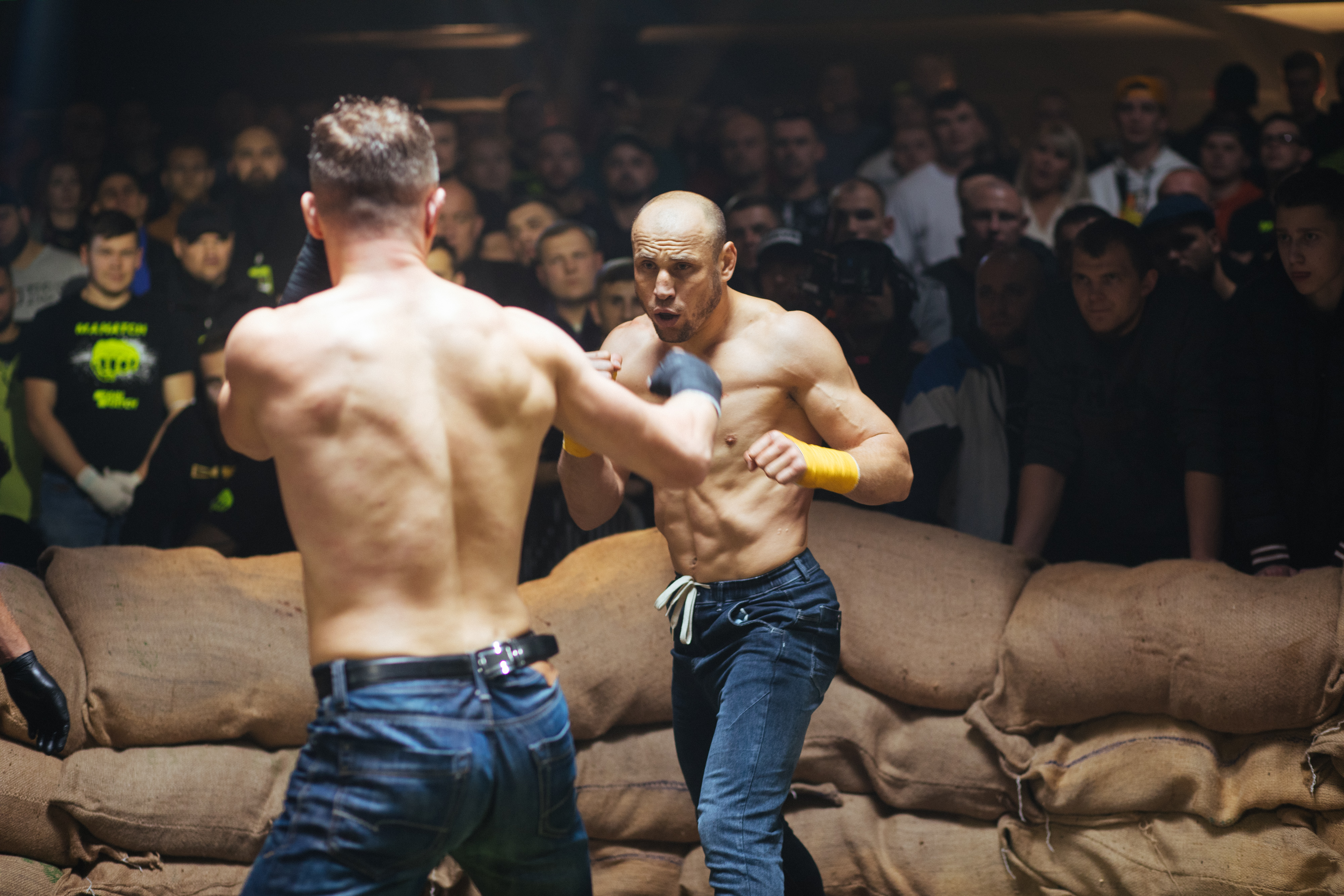
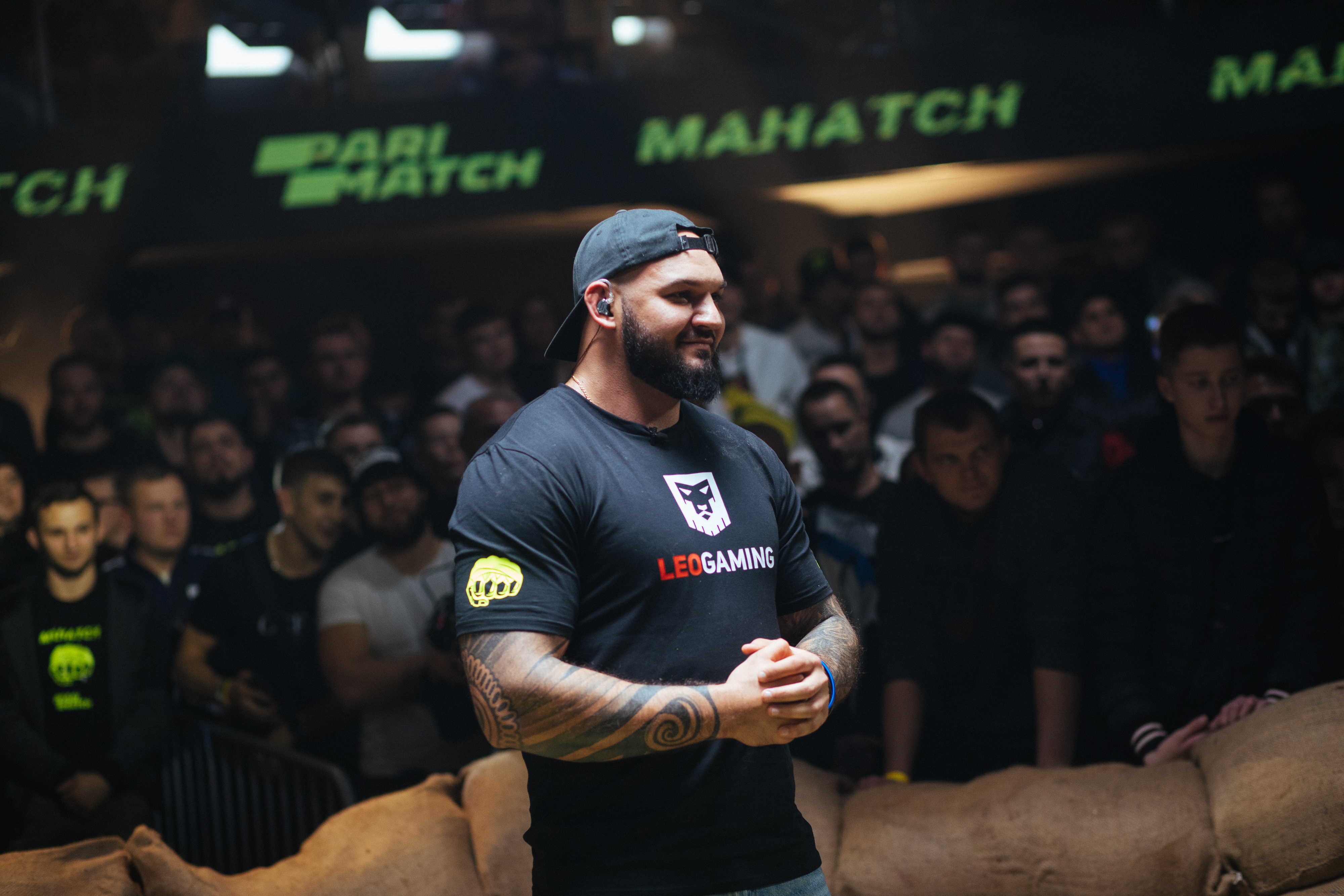
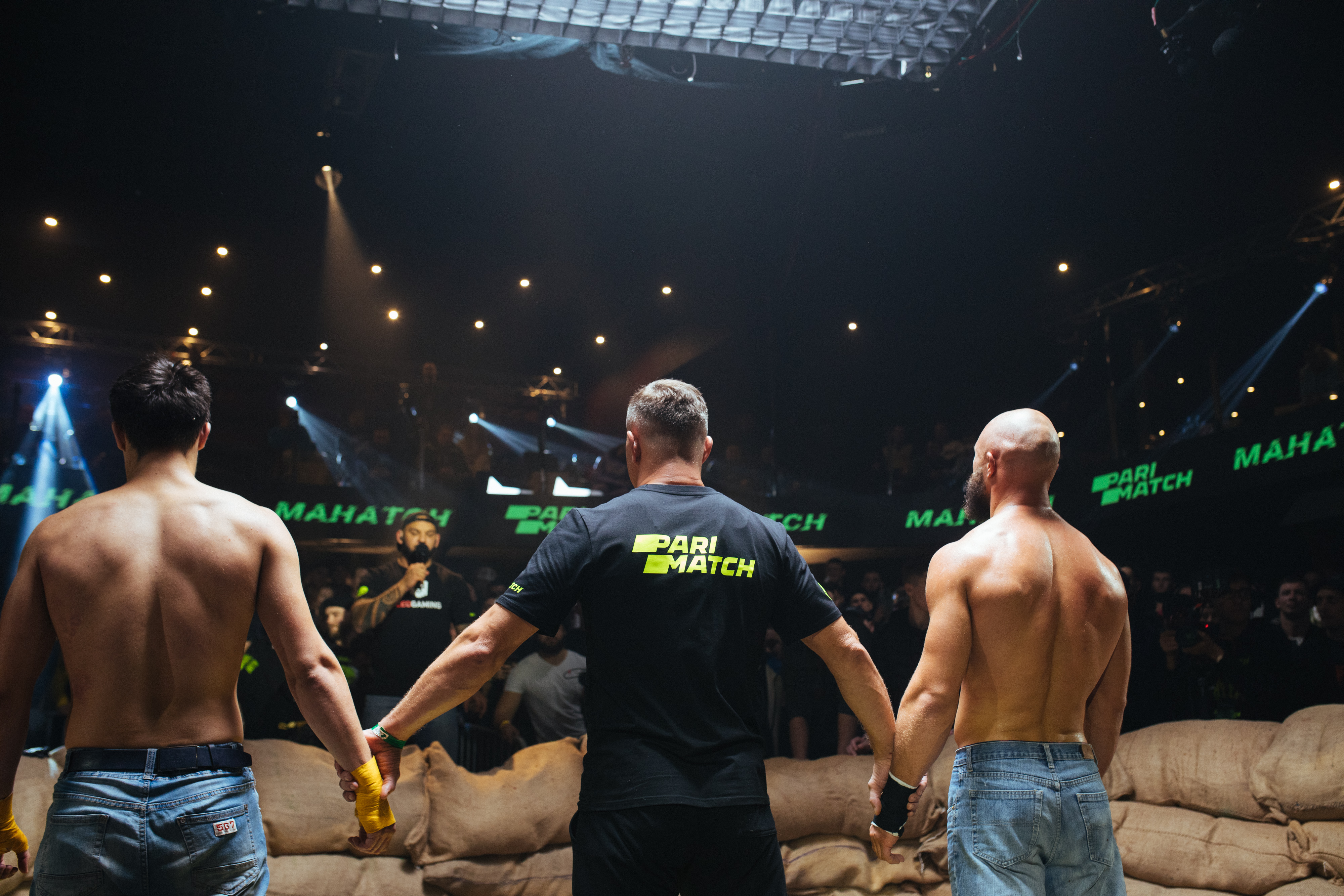
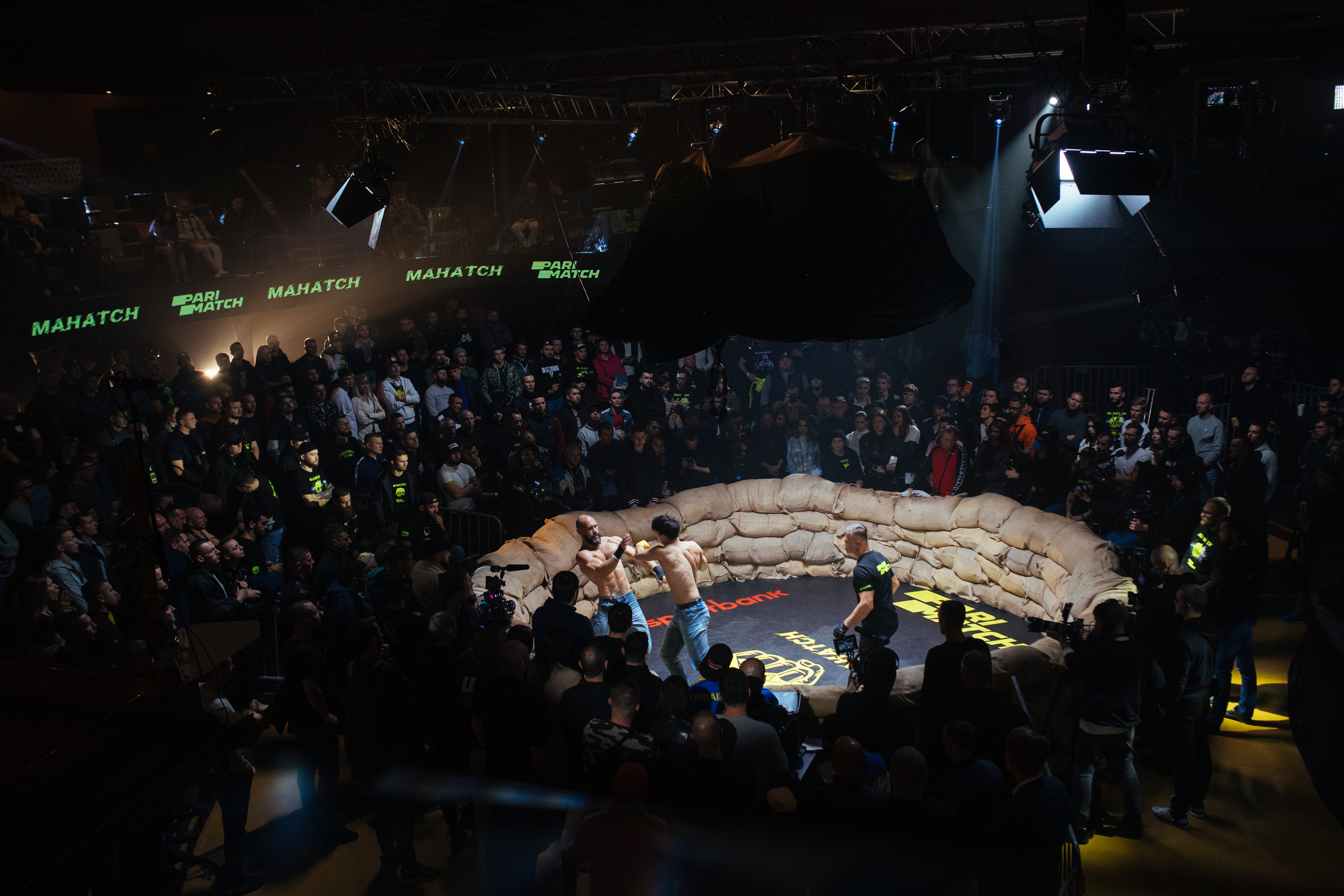
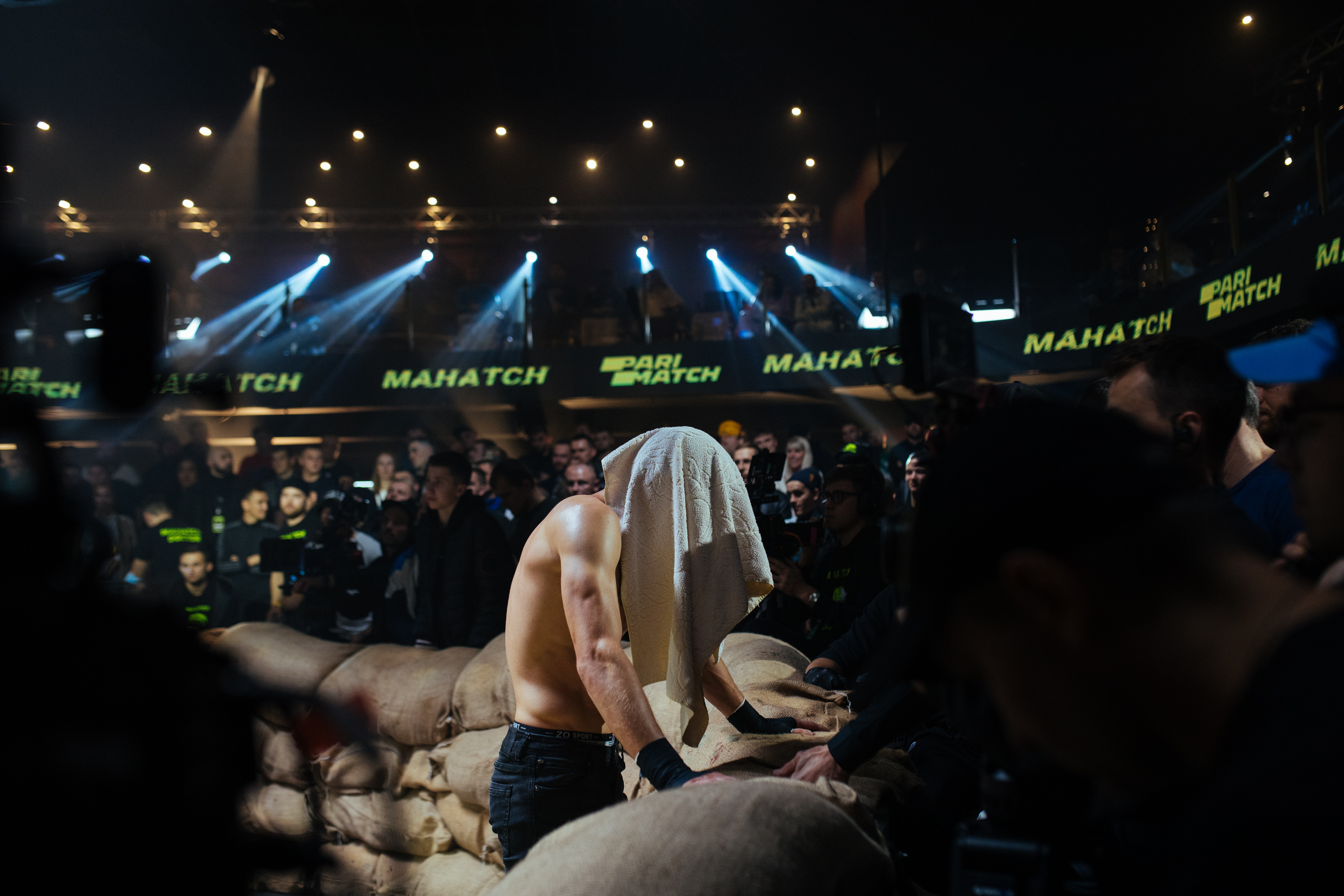
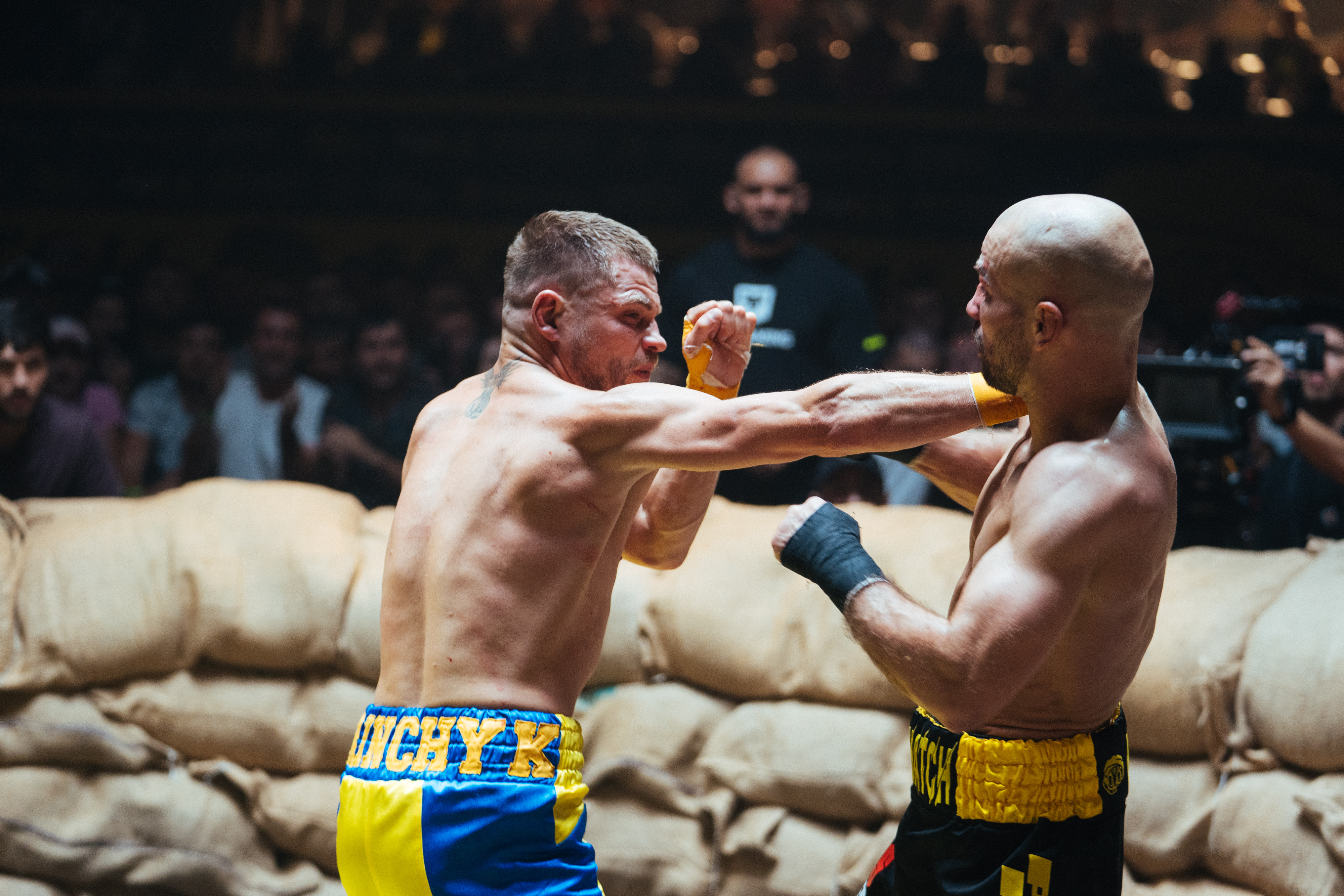
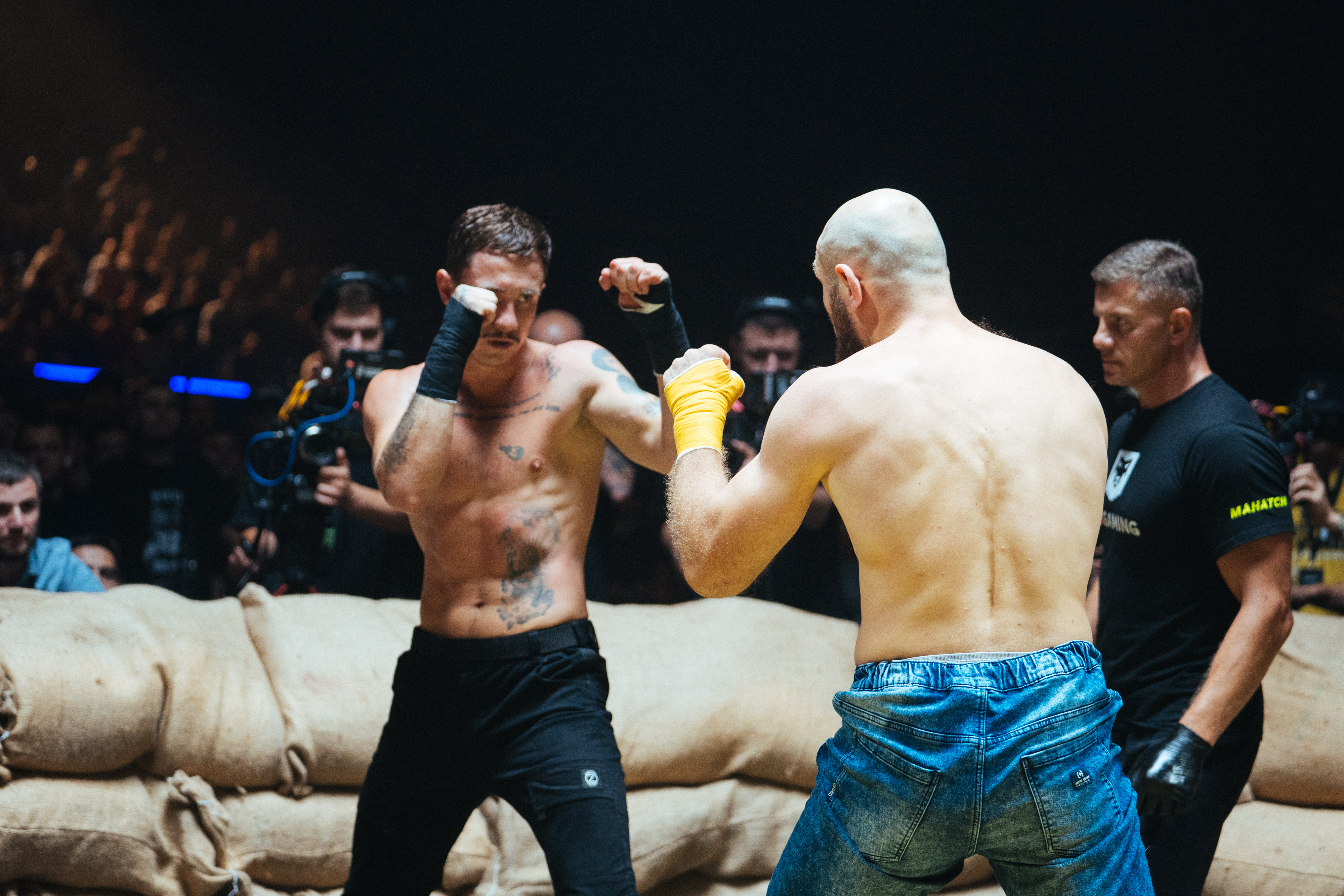

## Турніри
| Майбутній турнір | Минулий турнір | Скасований турнір |

| №                                     | Дата              | Місце                       | Турнір | Головний бій                                                                        | Боїв усього | Примітки                                  |
| ------------------------------------- | ----------------- | --------------------------- | ------ | ----------------------------------------------------------------------------------- | ----------- | ----------------------------------------- |
| 2021 рік — 6 турнірів (175 поєдинків) |                   |                             |        |                                                                                     |             |                                           |
| 8                                     | 14 грудня 2021    | Freedom Hall, Київ, Україна | MFC 8  | Гаджі «Автомат» Наврузов — Андрій Мовчан                                            | 23          | Пряма трансляція на Wink і сайті Mahatch  |
| 7                                     | 17 жовтня 2021    | Київ, Україна               | MFC 7  | Дмитро Булгаков — Ігор «Lionheart» Свирид                                           | 26          |                                           |
| 6                                     | 24 липня 2021     | Київ, Україна               | MFC 6  | Артем Лобов — Денис Берінчик Абубакар «Крос» Сулейманов — Валерій «Перш» Вигонський | 35          | Пряма трансляція на Megogo по системі PPV |
| 5                                     | 20 червня 2021    | Київ, Україна               | MFC 5  | Вадим «Водяха» Смолинський — Олексій Широков                                        | 28          |                                           |
| 4                                     | 25 квітня 2021    | Київ, Україна               | MFC 4  | Дмитро Булгаков — Роман «Ганнібал» Яриш                                             | 27          |                                           |
| 3                                     | 7 березня 2021    | Київ, Україна               | MFC 3  | Андрій «Fayter» Хохлов — Микита «Сирой» Сиромятников                                | 31          |                                           |
| 2                                     | 23 січня 2021     | Київ, Україна               | MFC 2  | Микола Кеуш — Владислав «Чорнобровий» Павлишен                                      | 28          |                                           |
| 2020 рік — 1 турнір (19 поєдинків)    |                   |                             |        |                                                                                     |             |                                           |
| 1                                     | 28 листопада 2020 | Київ, Україна               | MFC 1  | Антон «Берсерк» Радько — Данила «Чава» Козлов                                       | 19          | Перший турнір організації Mahatch FC      |